# 魏尔河
50°28′26″N 8°15′50″E / 50.47389°N 8.26389°E

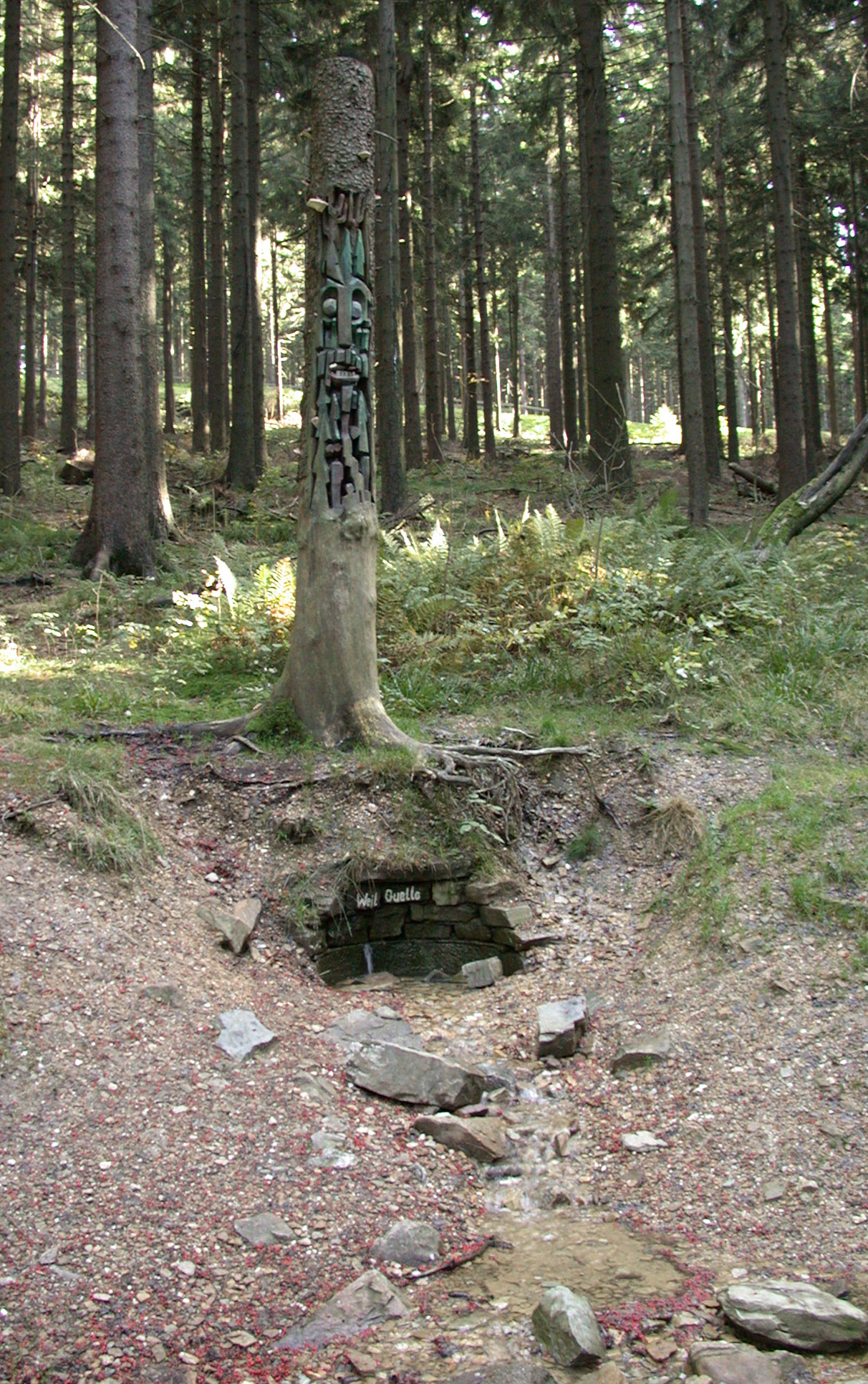

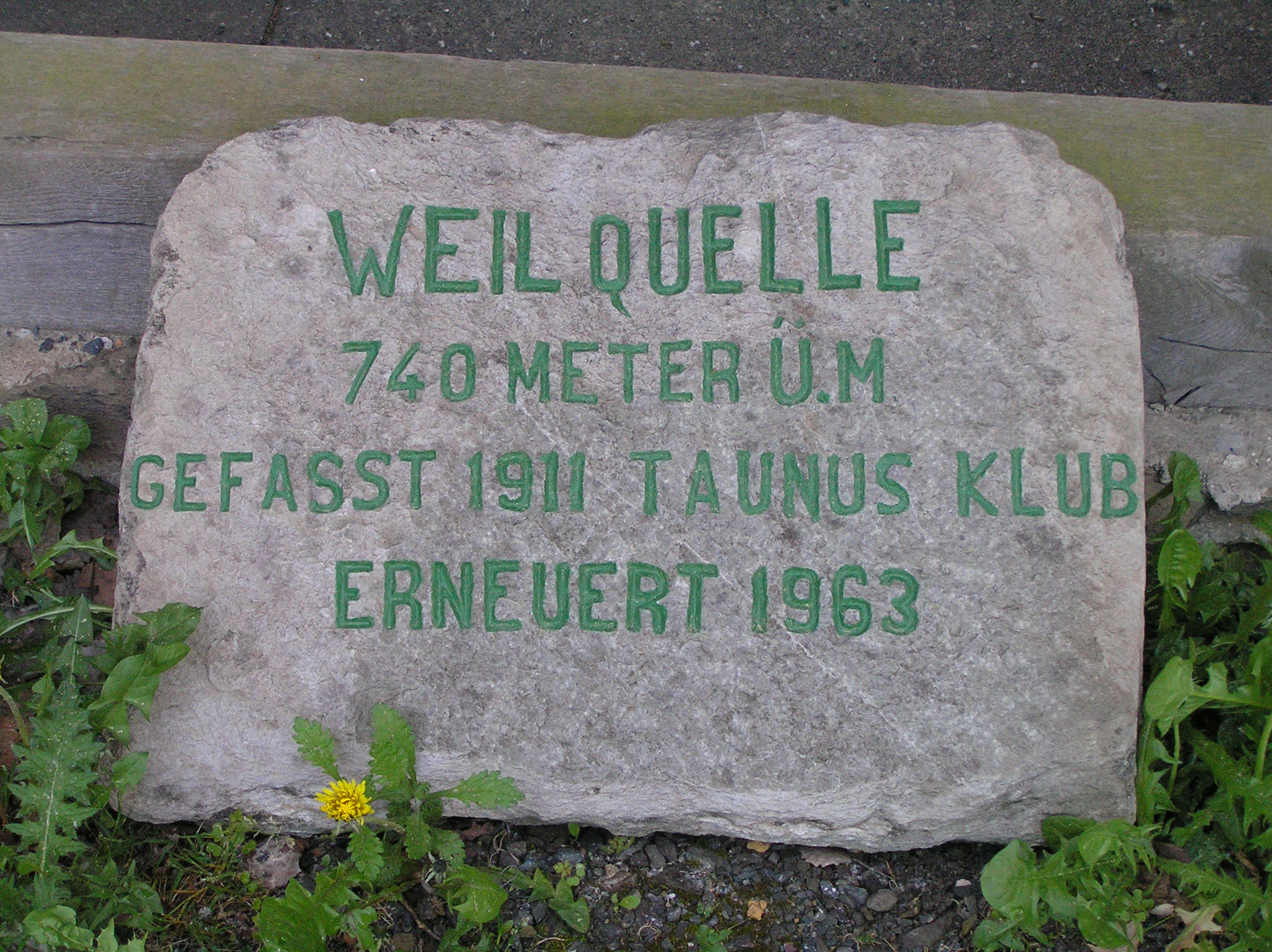

魏尔河（德語：Weil，德語發音：[vaɪ̯l] ⓘ）是德國的河流，位於黑森州，屬於蘭河的左支流，河道全長50公里，發源自陶努斯山的魏爾堡附近，流經施米滕、魏尔罗德和魏尔明斯特。

## 外部連結
- List of German rivers (German)